# Everaldo
Pour les articles homonymes, voir Silva.
Everaldo Marques da Silva, plus connu sous le nom de Everaldo, né le 11 septembre 1944 à Porto Alegre (Brésil) et mort le 28 octobre 1974, est un footballeur brésilien. Il a joué au poste de latéral gauche pour le club de Grêmio et avec l'équipe du Brésil. Il a été champion du monde en 1970.

## Biographie

### En équipe nationale
Il débute dans l'équipe du Brésil en juin 1967 à l'occasion d’un match contre l'équipe d'Uruguay
Everaldo remporte la Coupe du monde 1970 avec l'équipe du Brésil. Titulaire indiscutable, il dispute 5 matchs lors du mondial 1970.
Entre 1967 et 1972, il est sélectionné 24 fois et connaît une seule défaite (contre l'équipe du Mexique en octobre 1968).
Il meurt dans un accident de voiture, percuté par un poids-lourd. Son épouse ainsi qu'une de ses filles périront également dans l'accident.

## Clubs
- 1964-1965 :  Grêmio Football Porto-Alegrense
- 1965 :  EC Juventude
- 1966-1974 :  Grêmio Football Porto-Alegrense

## Palmarès
- Vainqueur de la Coupe du monde 1970 avec l'équipe du Brésil
- Champion de l'État du Rio Grande do Sul en 1964, 1966, 1967 et 1968 avec Grêmio
- Vainqueur de la Coupe Rio Branco en 1967 avec Grêmio
- Vainqueur de la Copa Roca en 1971 avec l'équipe du Brésil
- Élu « Ballon d’argent brésilien » en 1970